# Provodni snopići
Provodna tkiva su u biljnom telu najčešće grupisana zajedno u provodne snopiće, koji grade jedinstven provodni sistem. Provodni snopići se vide na listovima gde, zajedno sa mehaničkim tkivom, izgrađuju lisnu nervaturu. U zavisnosti od svoje građe, mogu biti prosti (nepotpuni) ili složeni (potpuni).

## Prosti snopići
Prosti snopići sadrže samo ksilem ili samo floem.

## Složeni snopići
Složeni snopići sadrže i ksilem i floem.

## Zatvoreni i otvoreni provodni snopić
Elementi provodnih snopića nastaju deobom i diferenciranjem ćelija prokambijuma. Ako se prilikom obrazovanja snopića sve ćelije prokambijuma izdiferenciraju u elemente floema i ksilema takav snopić se naziva zatvoren provodni snopić. Ukoliko u snopiću zaostane zona prokambijalnog tvornog tkiva, čije se ćelije neprestano dele i potom diferenciraju u nove histološke elemente ksilema i floema, onda je reč o otvorenom provodnom snopiću.

## Podela snopića na osnovu međusobnog položaja floema i ksilema
Razlikuju se četiri tipa provodnih snopića: 
1. koncentrični,
2. kolateralni,
3. Prelazni i
4. radijalni.[4]

Koncentrični provodni snopić karakteriše se time što je jedan od delova snopića u centru, a drugi ga opkoljava u vidu prstena.
Kolateralni provodni snopić odlikuje se time što se ksilem i floem nalaze na istom radijusu, dodiruju se, floem je okrenut ka periferiji,a ksilem ka centru stabla.
Prelazni provodni snopić je u stvari jedna varijanta kolateralnog tipa, kod koga se nalazi još jedan floem sa unutrašnje strane ksilema.
Radijalni provodni snopić ima elemente ksilema i floema poređane naizmenično,i to tako da svaki ksilem i svaki floem zauzimaju posebni radijus.